# Kośna (województwo podlaskie)

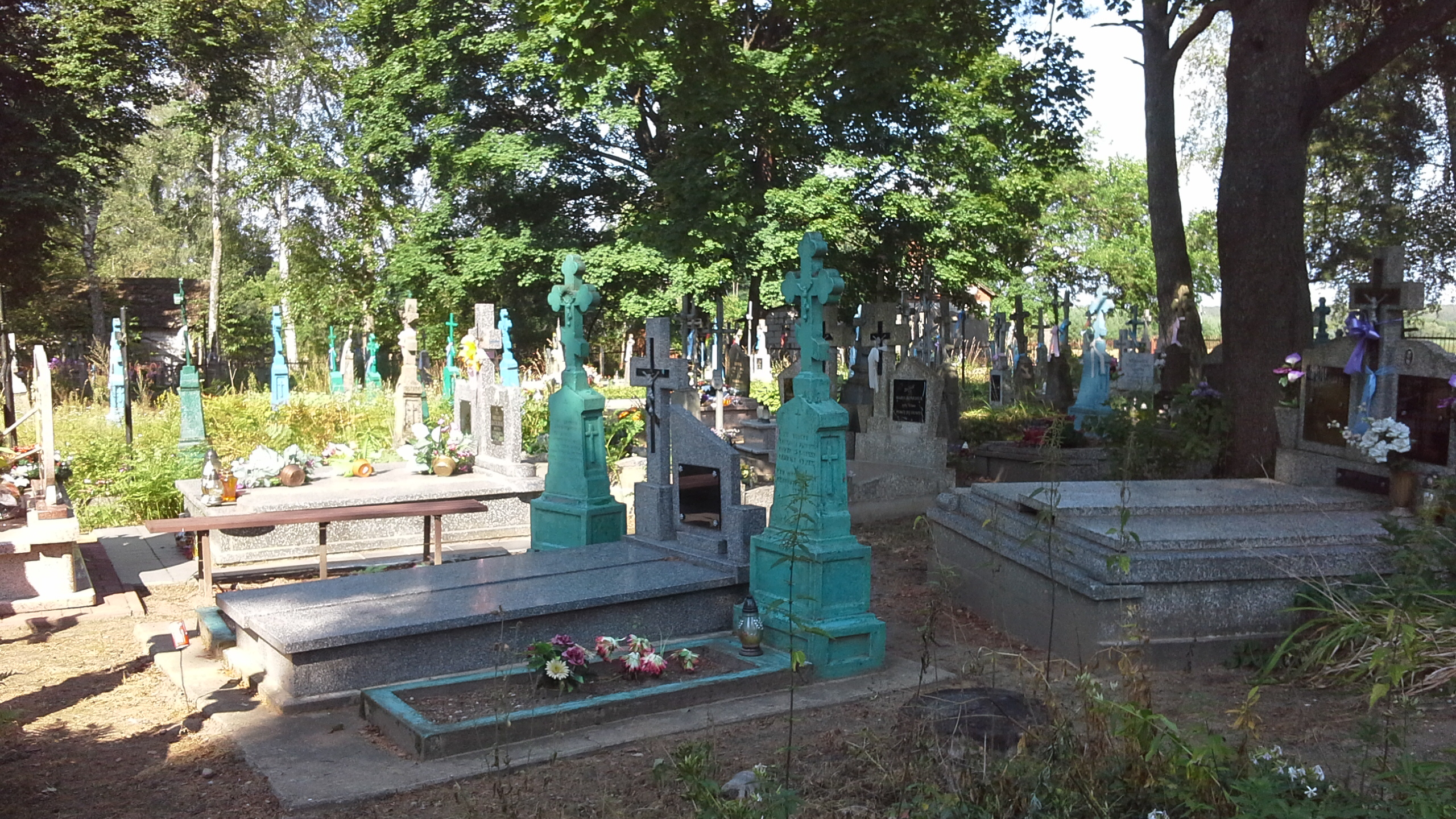
Cmentarz prawosławny

Kośna – kolonia w Polsce położona w województwie podlaskim, w powiecie hajnowskim, w gminie Kleszczele.
Wieś wchodzi w skład sołectwa Dasze.
W latach 1975–1998 miejscowość należała administracyjnie do województwa białostockiego.
W Kośnej znajduje się parafialna cerkiew prawosławna pod wezwaniem św. Mikołaja oraz dwa cmentarze prawosławne założone w XIX i XX wieku. Natomiast wierni kościoła rzymskokatolickiego należą do parafii św. Zygmunta w Kleszczelach.